# وایهوفن
وایهوفن (به آلمانی: Viehhofen) یک منطقهٔ مسکونی در اتریش است که در ناحیه تسل آم زه واقع شده‌است. وایهوفن ۳۸٫۶۳ کیلومتر مربع مساحت دارد ۸۵۶ متر بالاتر از سطح دریا واقع شده‌است.